# ایزوایندنون
ایزوایندنون یک کتون چند حلقه ای با فرمول شیمیایی C۹H۶O است. این ترکیب یک ترکیب مزدوج-متقابل بوده و ناپایدار است.

## همچنین ببینید
- ایندن
- ایندنون
- ایزوایندن